# Selena Gomez
Selena Gomez (Grand Prairie, Texas, 22 juli 1992) is een Amerikaans actrice, zangeres en modeontwerpster. Ze is bekend geworden door haar rol als Alex Russo in de Disney-sitcom Wizards of Waverly Place. Gomez speelt ook in vele films en heeft gastrollen in veel tv-series. Naast acteren heeft Gomez ook meerdere albums opgenomen met haar band Selena Gomez & the Scene. Ze heeft ook een eigen kleding- en make up- en parfumlijn en doet vrijwilligerswerk. Sinds 2008 is Gomez ambassadeur van UNICEF en was daarmee de jongste ambassadeur van UNICEF ooit. In mei 2012 lanceerde ze haar eerste parfum, "Selena Gomez: The Debut Fragrance". Tegenwoordig is ze voornamelijk bekend als soloartiest.

## Biografie

### Jeugd en haar acteercarrière
Haar vader komt uit Mexico en haar moeder is van Italiaanse afkomst. Gomez' moeder beviel van haar op haar zestiende. Haar ouders scheidden toen ze vijf jaar oud was. Ze werd verder als enig kind opgevoed door haar moeder. Haar eerste rol op televisie was in Barney and Friends. Daar ontmoette ze een van haar beste vriendinnen, Demi Lovato. Sinds midden 2010 heeft ze haar eigen kledinglijn "Dream out loud". Sinds 2007 speelt ze een hoofdrol in de Disney Channel Original Series Wizards of Waverly Place. Ze is ontdekt tijdens een auditie van Disney Channel.
Haar eerste grote televisieshow was Barney and Friends, waarin ze verschillende liedjes zong. In Wizards of Waverly Place speelde ze een hoofdrol, namelijk die van Alex Russo. Ze kreeg ook enkele gastrollen in onder andere The Suite Life of Zack & Cody, Hannah Montana en Sonny with a Chance.
In Wizards of Waverly Place speelt ze Alex Russo. Iemand die zich altijd in de problemen werkt, maar uiteindelijk komt het door de tussenkomst van haar vader of haar broer Justin Russo altijd goed.
Ze is ook te zien in de Disney Channel film Another Cinderella Story. Net als in de Disney Channel-film Princess Protection Program. Daar is ze te zien samen met Demi Lovato. Hierin moet ze een echte prinses (Demi Lovato) op een gewoon Amerikaans tienermeisje doen lijken om haar te beschermen. Maar dat blijkt niet altijd even makkelijk te zijn.
In mei 2011 had Gomez de laatste opnames van Wizards, in januari 2012 kwam de laatste aflevering op het scherm van haar Disney show. Maar ze blijft lid van Disney Channel omwille van haar platenmaatschappij Hollywood Records.
Gomez presenteert in 2011 de MTV Europe Music Awards.

### Zangcarrière metSelena Gomez & the Scene
Selena Gomez & the Scene is een Amerikaanse poprockband die werd gevormd in 2008 en bestaat uit Selena Gomez (zangeres), Joey Clement (basgitarist), Greg Garman (drummer) en Dane Forrest (keyboard). In augustus 2008 vertelde Gomez aan Jocelyn Vena van MTV dat ze niet van plan was om een soloartiest te zijn, maar een band zou beginnen. Ze wilde niet alleen maar haar naam gebruiken en vertelde ook dat ze van plan was om de frontzangeres te worden. Later bevestigde ze via Twitter dat de band de naam The Scene zou gaan dragen, als een ironisch grapje naar iedereen die de frontzangeres "wannabe scene" genoemd had. Later werd de naam van de band gewijzigd in Selena Gomez & the Scene vanwege problemen met Hollywood Records. De band heeft drie studioalbums opgenomen: Kiss & Tell (29 september 2010) waarvan 2 singles uitgebracht: Falling Down en Naturally. Haar tweede album A Year Without Rain kwam uit op 28 september 2010. Van dit album bracht ze Round & Round . Haar derde album When the Sun Goes Down (28 juni 2011) begon met haar lead single Who Says, uitgebracht 14 maart 2011. Dit vervolgde ze met Love You Like A Love Song (17 juni), en als laatste single van dit album Hit The Lights die uiteindelijk op 20 januari uitgebracht werd. Daarna verkondigde de zangeres dat ze een 'sabbatjaar' zou nemen van muziek. Ze wou zich gaan concentreren op film.
In de zomer van 2012 kondigde ze aan dat ze weer snel zou beginnen met haar 4de album, dat uiteindelijk verscheen op 19 juli 2013.

### Privéleven
Vanaf begin januari 2011 had Selena Gomez een relatie met zanger Justin Bieber. De twee kwamen er in mei 2011 bij de uitreiking van de Billboard Music Awards publiekelijk voor uit.  Eind 2012 werd bekend dat Bieber en Gomez na een relatie van ruim anderhalf jaar uit elkaar zijn.. Naast deze relatie heeft Gomez ook nog een relatie gehad met zanger The Weeknd.
In 2014 kreeg Gomez de diagnose te lijden aan de auto-immuunziekte lupus. In 2017 moest ze een niertransplantatie ondergaan. Actrice Francia Raisa stond een nier af aan haar. In haar documentaire Selena Gomez: my mind and me uit 2022 komen de fysieke en mentale gevolgen van haar ziekte aan bod. Haar medicatie veroorzaakte gewichtstoename waardoor ze in 2023 slachtoffer werd van online bodyshaming, na haar verschijning op de Golden Globe awards.

## Filmografie

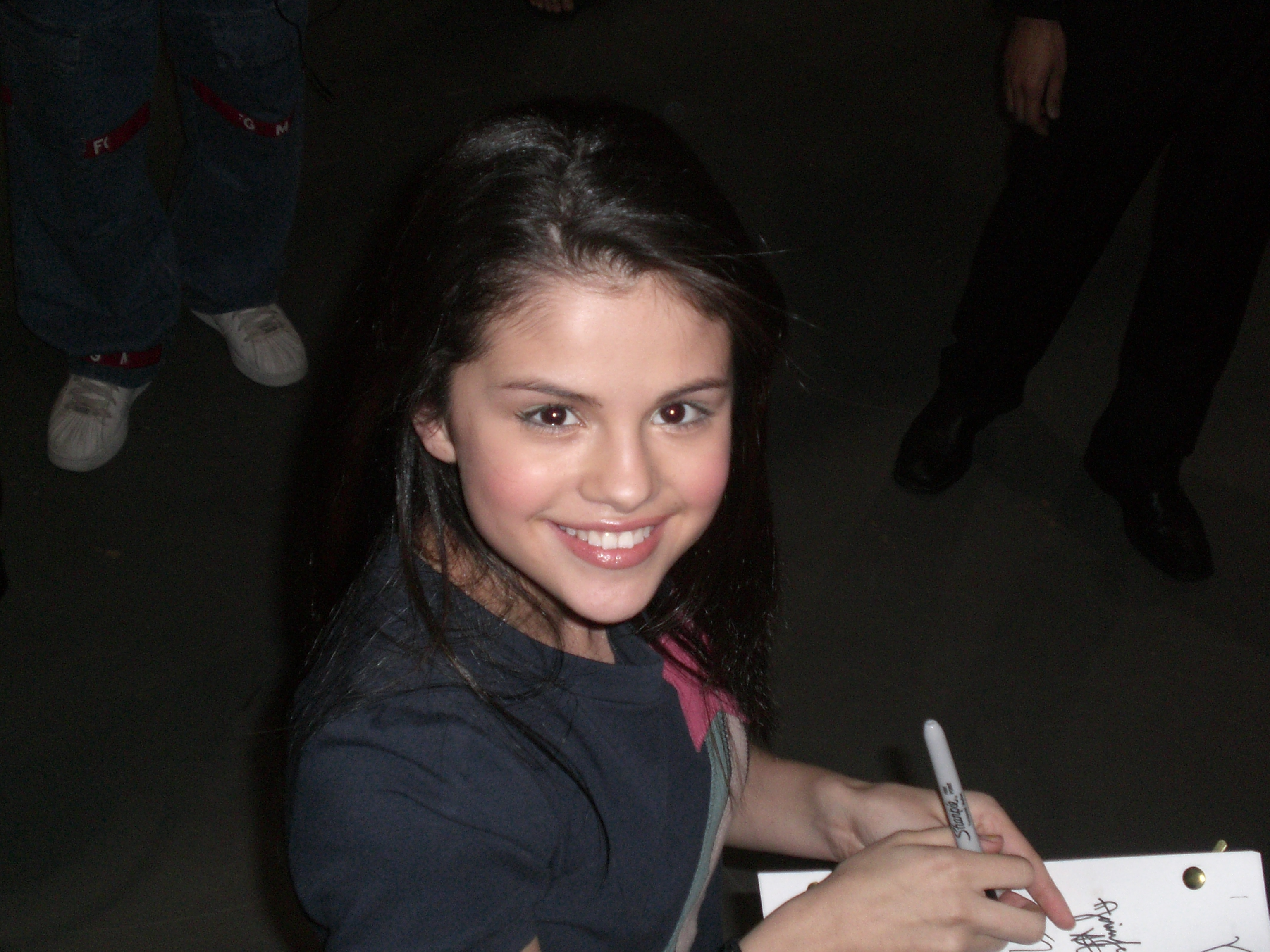
Selena Gomez in 2007

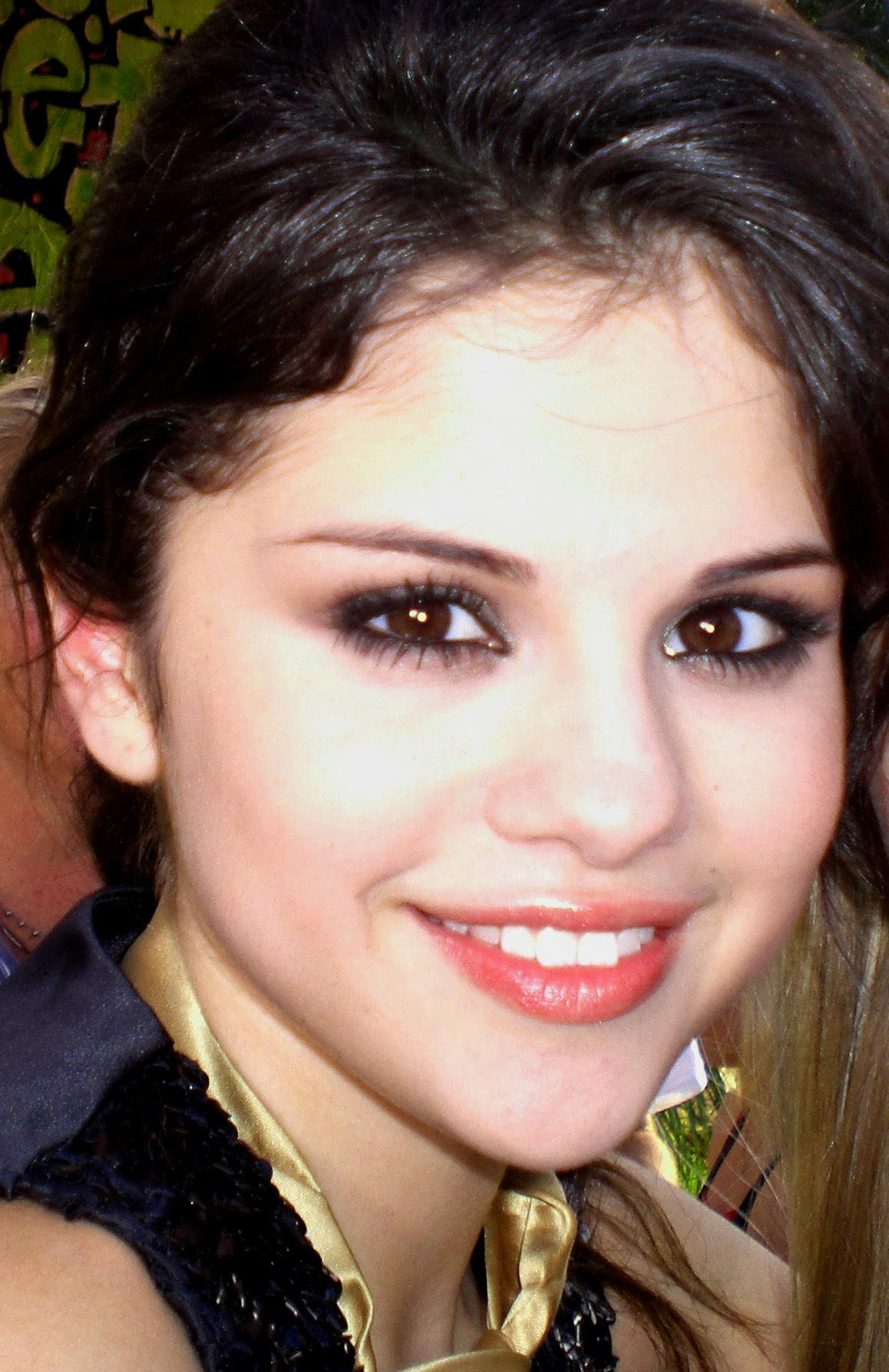
Selena Gomez in 2008

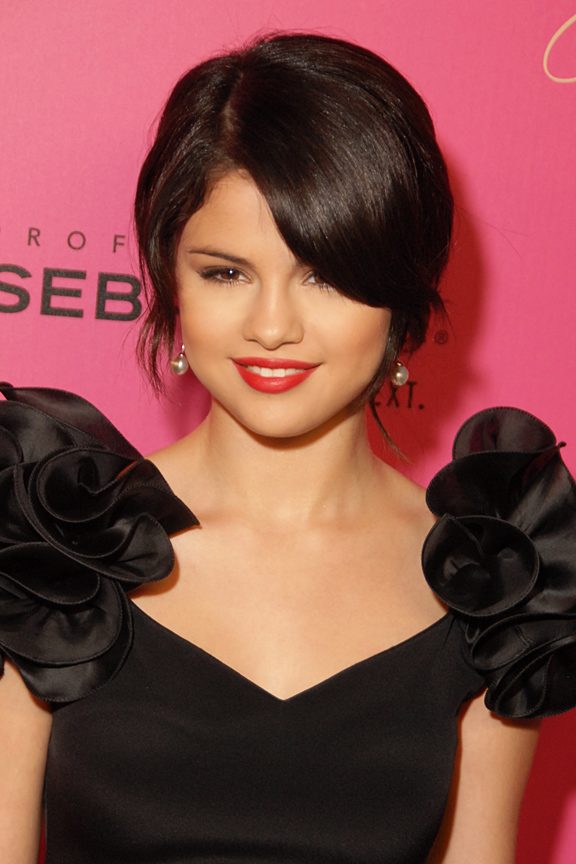
Selena Gomez in 2009

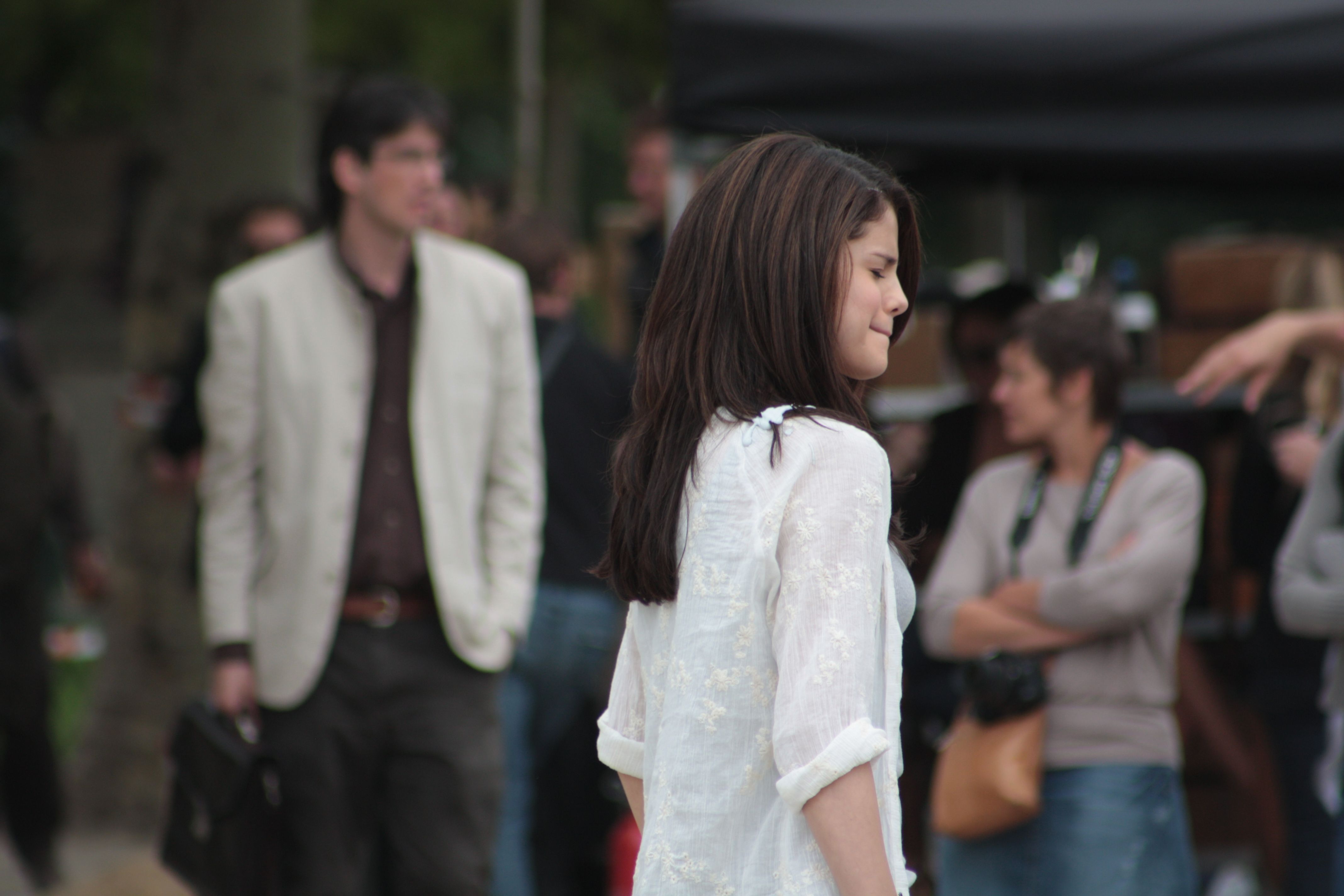
Selena Gomez tijdens de opnamen in Parijs van de film Monte Carlo in juni 2010

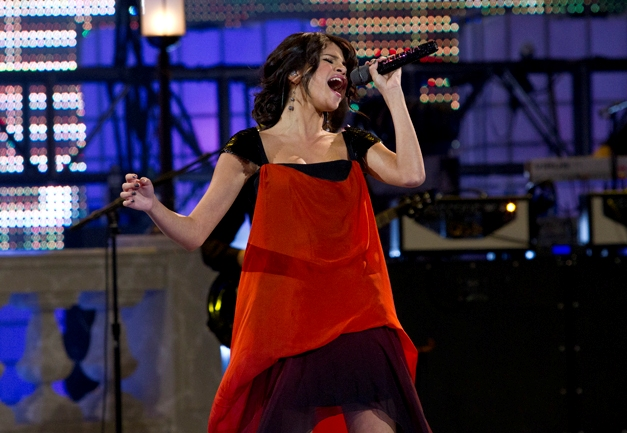
Selena Gomez in 2011

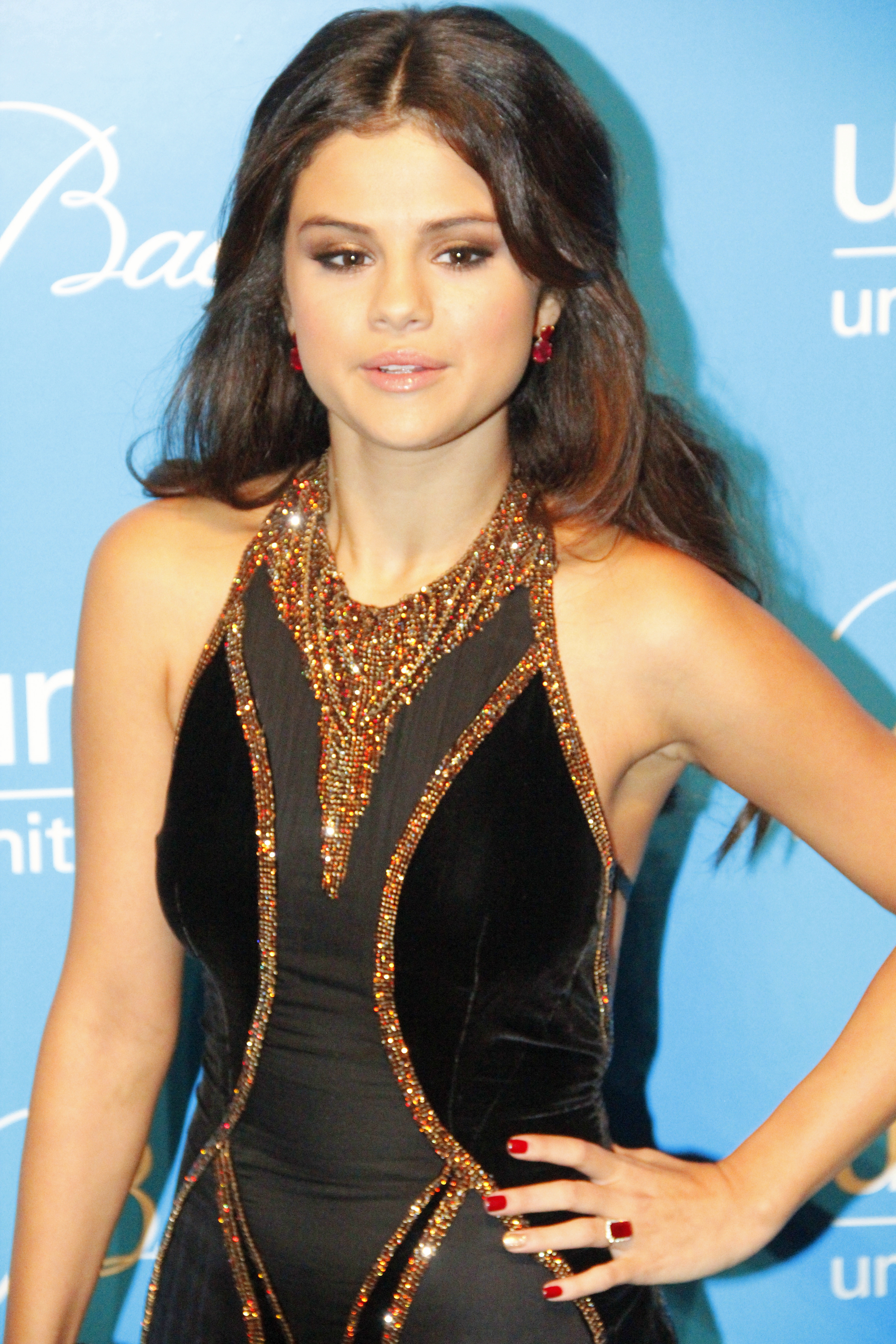
Selena Gomez in 2012

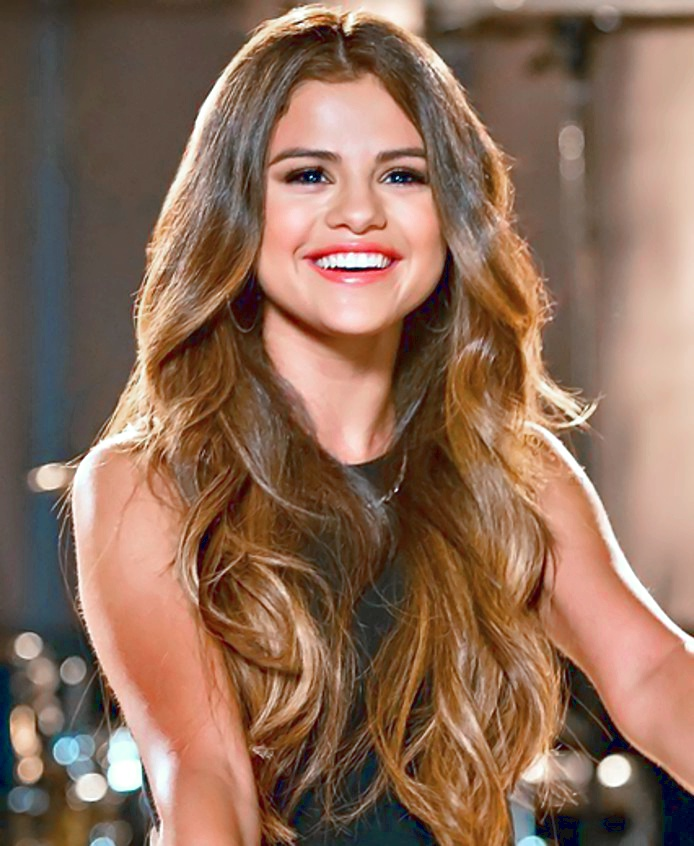
Selena Gomez in 2013

### Films
| Jaar | Film                                  | Rol                         | Opmerkingen               |
| ---- | ------------------------------------- | --------------------------- | ------------------------- |
| 2003 | Spy Kids 3-D: Game Over               | waterpark-meisje            | cameo                     |
| 2005 | Walker, Texas Ranger: Trial By Fire   | Julie                       |                           |
| 2008 | Another Cinderella Story              | Mary Santiago               | hoofdrol                  |
| 2008 | Horton Hears a Who!                   | dochter van de burgemeester | stem                      |
| 2009 | Princess Protection Program           | Carter Mason                | hoofdrol                  |
| 2009 | Arthur And The Vengeance of Maltazard | Prinses Selenia             | stem                      |
| 2010 | Arthur 3: The War of Two Worlds       | Prinses Selenia             | stem                      |
| 2010 | Ramona & Beezus                       | Beatrice "Beezus" Quimby    | hoofdrol                  |
| 2011 | Monte Carlo                           | Grace Bennett               | hoofdrol                  |
| 2011 | The Muppets                           | zichzelf                    | cameo                     |
| 2012 | Fifty Shades of Blue                  | vrouw                       | kortfilm                  |
| 2012 | Hotel Transylvania                    | Mavis                       | stem                      |
| 2012 | Aftershock                            | Lisa - V.I.P. Girl          |                           |
| 2013 | Spring Breakers                       | Faith                       |                           |
| 2013 | Searching                             | Violet                      | kortfilm                  |
| 2013 | The Wizards Return: Alex vs. Alex     | Alex Russo                  |                           |
| 2013 | Getaway                               | The Kid                     |                           |
| 2014 | Behaving Badly                        | Nina Pennington             |                           |
| 2014 | Rudderless                            | Kate Ann Lucas              |                           |
| 2015 | Unity                                 | verteller                   | Documentaire              |
| 2015 | Hotel Transylvania 2                  | Mavis                       | Stem                      |
| 2015 | The Big Short                         | zichzelf                    | cameo                     |
| 2016 | The Fundamentals of Caring            | Dot                         |                           |
| 2016 | Bad Neighbours 2: Sorority Rising     | Madison                     |                           |
| 2016 | In Dubious Battle                     | Lisa                        |                           |
| 2018 | Hotel Transylvania 3                  | Mavis                       | Stem                      |
| 2019 | The Dead Don't Die                    | Zoe                         |                           |
| 2019 | A Rainy Day in New York               | Shannon                     | Hoofdrol                  |
| 2020 | Dolittle                              | Betsy                       | Stem                      |
| 2021 | Hotel Transylvania: Transformania     | Mavis                       | Stem & Executive producer |
| 2022 | Selena Gomez: My Mind & Me            | Verteller                   | Documentaire              |

### TV
| Jaar       | Programma                        | Rol                | Opmerking |
| ---------- | -------------------------------- | ------------------ | --- |
| 2002-2004  | Barney & Friends                 | Gionna             | terugkerende rol, 14 afleveringen |
| 2006       | The Suite Life of Zack & Cody    | Gwen               | 1 aflevering: "A Midsummer's Nightmare" (seizoen 2, aflevering 22) |
| 2007-2008  | Hannah Montana                   | Mikayla            | 3 afleveringen: "I Want You to Want Me... to Go To Florida" (seizoen 2, aflevering 13), "That's What Friends Are For?" (seizoen 2, aflevering 18), "(We're So Sorry) Uncle Earl" (seizoen 2, aflevering 22) |
| 2007-2012  | Wizards of Waverly Place         | Alex Russo         | hoofdrol |
| 2007       | The Hills                        | zichzelf           | 1 aflevering: "Young Hollywood" (seizoen 3, aflevering 13) |
| 2008       | Jonas Brothers: Living The Dream | zichzelf           | 1 aflevering: "Hello Hollywood" (seizoen 1, aflevering 7), serie niet in Nederland op tv |
| 2009       | The Suite Life on Deck           | Alex Russo         | 1 aflevering: "Double-crossed" (seizoen 1, aflevering 21) |
| 2009       | Sonny With A Chance              | zichzelf           | 1 aflevering: "Battle of The Networks' Stars" (seizoen 1, aflevering 13) |
| 2011       | So Random!                       | zichzelf/performer | 1 aflevering: "Selena Gomez & The Scene" (seizoen 1, aflevering 2) |
| 2011       | PrankStars                       | zichzelf           | 1 aflevering: "Something to Chew on" (seizoen 1, aflevering 1) |
| 2020-2023  | Selena + Chef                    | zichzelf           | 44 afleveringen |
| 2021-heden | Only Murders in the Building     | Mabel Mora         | hoofdrol |

## Discografie
Zie discografie Selena Gomez & the Scene.

### Albums

#### Chronologisch overzicht
| Jaar | Titel                   | Albumartiest                | Label              | Aantal nummers         |
| ---- | ----------------------- | --------------------------- | ------------------ | ---------------------- |
| 2009 | Kiss & Tell             | Selena Gomez & The Scene    | Hollywood Records  | 14                     |
| 2010 | A Year Without Rain     | Selena Gomez & The Scene    | Hollywood Records  | Standaard 10 Deluxe 14 |
| 2011 | When The Sun Goes Down  | Selena Gomez & The Scene    | Hollywood Records  | Standaard 12 Deluxe 16 |
| 2013 | Stars Dance             | Selena Gomez                | Hollywood Records  | Standaard 11 Deluxe 15 |
| 2014 | For You                 | Selena Gomez                | Hollywood Records  | 15                     |
| 2015 | Revival                 | Selena Gomez                | Interscope Records | Standaard 11 Deluxe 14 |
| 2020 | Rare                    | Selena Gomez                | Interscope Records | Standaard Deluxe 18    |
| 2021 | Revelación              | Selena Gomez                | Interscope Records | 7                      |
| 2025 | I Said I Love You First | Selena Gomez & benny blanco | Interscope Records | 16                     |

#### Hitnotering(en)
| Album met eventuele hitnotering(en) in de Nederlandse Album Top 100 | Datum van verschijnen | Datum van binnenkomst | Hoogste positie | Aantal weken | Opmerkingen |
| ------------------------------------------------------------------- | --------------------- | --------------------- | --------------- | ------------ | ----------- |
| Stars Dance                                                         | 23-07-2013            | 27-07-2013            | 10              | 8            |             |
| Revival                                                             | 09-10-2015            | 17-10-2015            | 6               | 45           |             |
| Rare                                                                | 10-01-2020            | 18-01-2020            | 2               | 18           |             |
| Revelación                                                          | 2021                  | 20-03-2021            | 52              | 1            |             |

| Album met hitnotering(en) in de Vlaamse Ultratop 200 albums | Datum van verschijnen | Datum van binnenkomst | Hoogste positie | Aantal weken | Opmerkingen                  |
| ----------------------------------------------------------- | --------------------- | --------------------- | --------------- | ------------ | ---------------------------- |
| Kiss & tell                                                 | 26-03-2010            | 10-04-2010            | 22              | 43           | als Selena Gomez & The Scene |
| A year without rain                                         | 17-09-2010            | 25-09-2010            | 11              | 31           | als Selena Gomez & The Scene |
| When the sun goes down                                      | 24-06-2011            | 02-07-2011            | 6               | 49           | als Selena Gomez & The Scene |
| Stars dance                                                 | 19-07-2013            | 27-07-2013            | 5(2wk)          | 31           |                              |
| For you                                                     | 21-11-2014            | 29-11-2014            | 40              | 9            |                              |
| Revival                                                     | 09-10-2015            | 17-10-2015            | 6               | 51           |                              |
| Rare                                                        | 10-01-2020            | 18-01-2020            | 1               | 30           |                              |
| Revelación                                                  | 12-03-2021            | 20-03-2021            | 19              | 3            |                              |

### Singles
| Single met eventuele hitnotering(en) in de Nederlandse Top 40 | Datum van verschijnen | Datum van binnenkomst | Hoogste positie | Aantal weken | Opmerkingen                                                      |
| ------------------------------------------------------------- | --------------------- | --------------------- | --------------- | ------------ | ---------------------------------------------------------------- |
| Come & Get It                                                 | 2013                  | -                     | -               | -            | Nr. 84 in de Single Top 100                                      |
| The Heart Wants What It Wants                                 | 2014                  | -                     | -               | -            | Nr. 58 in de Single Top 100                                      |
| I Want You to Know                                            | 2015                  | 21-03-2015            | 30              | 7            | met Zedd / Nr. 34 in de Single Top 10                            |
| Good for You                                                  | 2015                  | 08-08-2015            | tip 2           | -            | met A$AP Rocky / Nr. 31 in de Single Top 100                     |
| Same Old Love                                                 | 2015                  | 07-11-2015            | tip 1           | -            | Nr. 42 in de Single Top 100                                      |
| Hands to Myself                                               | 2016                  | 05-03-2016            | 33              | 4            | Nr. 32 in de Single Top 100                                      |
| Kill Em with Kindness                                         | 2016                  | 02-07-2016            | tip2            | -            | Nr. 86 in de Single Top 100                                      |
| We Don't Talk Anymore                                         | 2016                  | 27-08-2016            | 17              | 11           | met Charlie Puth / Nr. 14 in de Single Top 100                   |
| Trust Nobody                                                  | 2016                  | -                     | -               | -            | met Cashmere Cat & Tory Lanez / Nr. 86 in de Single Top 100      |
| It Ain't Me                                                   | 2017                  | 25-02-2017            | 2               | 29           | met Kygo Nr. 3 in de Single Top 100                              |
| Bad Liar                                                      | 2017                  | 28-05-2017            | tip 6           | -            | Nr. 43 in de Single Top 100                                      |
| Fetish                                                        | 2017                  | 22-07-2017            | tip 8           | -            | met Gucci Mane / Nr. 49 in de Single Top 100                     |
| Wolves                                                        | 2017                  | 11-11-2017            | 2               | 21           | met Marshmello / Nr. 8 in de Single Top 100 / Alarmschijf        |
| Back to You                                                   | 2018                  | 26-05-2018            | 5               | 16           | Nr. 5 in de Single Top 100 / Alarmschijf                         |
| Taki Taki                                                     | 2018                  | 13-10-2018            | 4               | 12           | met DJ Snake, Ozuna & Cardi B / Nr. 31 in de Single Top 100      |
| I Can't Get Enough                                            | 2019                  | 30-03-2019            | tip 4           | -            | met Benny Blanco, J Balvin & Tainy / Nr. 86 in de Single Top 100 |
| Look At Her Now                                               | 2019                  | -                     | -               | -            | Nr. 78 in de Single Top 100                                      |
| Lose You to Love Me                                           | 2019                  | 09-11-2019            | 8               | 14           | Nr. 10* in de Single Top 100                                     |
| Rare                                                          | 2020                  | 18-01-2020            | 25              | 5            | Nr. 48* in de Single Top 100                                     |
| Boyfriend                                                     | 2020                  | 11-04-2020            | tip17           | -            |                                                                  |
| Ice cream                                                     | 2020                  | 05-09-2020            | tip16           | -            | met Blackpink                                                    |
| Selfish love                                                  | 2021                  | 13-03-2021            | tip22           | -            | met DJ Snake                                                     |
| Let Somebody Go                                               | 15-10-2021            | 12-02-2022            | tip5            |              | met Coldplay / Nr. 53 in de Single Top 100                       |
| Calm down                                                     | 2022                  | 2022                  | 1(3wk)          | 16*          | met Rema / Alarmschijf                                           |
| Single Soon                                                   | 25-08-2023            | -                     | -               | -            | Nr. 64 in de Single Top 100                                      |

| Single met hitnotering(en) in de Vlaamse Ultratop 50 | Datum van verschijnen | Datum van binnenkomst | Hoogste positie | Aantal weken | Opmerkingen                                       |
| ---------------------------------------------------- | --------------------- | --------------------- | --------------- | ------------ | ------------------------------------------------- |
| Naturally                                            | 01-03-2010            | 10-04-2010            | 7(2wk)          | 17           | als Selena Gomez & The Scene                      |
| Round & round                                        | 05-07-2010            | 26-06-2010            | tip19           | -            | als Selena Gomez & The Scene                      |
| A year without rain                                  | 11-10-2010            | 23-10-2010            | tip3            | -            | als Selena Gomez & The Scene                      |
| Who says?                                            | 18-04-2011            | 30-04-2011            | tip8            | -            | als Selena Gomez & The Scene                      |
| Love you like a love song                            | 20-06-2011            | 30-07-2011            | 15              | 13           | als Selena Gomez & The Scene                      |
| Hit the lights                                       | 17-10-2011            | 26-11-2011            | tip11           | -            | als Selena Gomez & The Scene                      |
| Come & get it                                        | 08-04-2013            | 13-04-2013            | tip2            | -            |                                                   |
| Slow Down                                            | 01-07-2013            | 20-07-2013            | tip2            | -            |                                                   |
| The heart wants what it wants                        | 07-11-2014            | 15-11-2014            | 33              | 3            |                                                   |
| I want you to know                                   | 23-02-2015            | 07-03-2015            | 40              | 1            | met Zedd                                          |
| Good for you                                         | 22-06-2015            | 04-07-2015            | 25              | 3            | met A$AP Rocky                                    |
| Same old love                                        | 25-09-2015            | 24-10-2015            | tip5            | -            |                                                   |
| Hands to myself                                      | 28-12-2015            | 05-03-2016            | 50              | 1            |                                                   |
| Kill em with kindness                                | 04-04-2016            | 30-04-2016            | tip20           | -            |                                                   |
| We don't talk anymore                                | 04-03-2016            | 30-07-2016            | 18(2wk)         | 13           | met Charlie Puth / Platina                        |
| Trust nobody                                         | 30-09-2016            | 05-11-2016            | tip30           | -            | met Cashmere Cat & Tory Lanez                     |
| It ain't me                                          | 17-02-2017            | 25-02-2017            | 4               | 24           | Nr. 7 in de Radio 2 Top 30 met Kygo / Platina     |
| Bad liar                                             | 19-05-2017            | 03-06-2017            | 45              | 2            |                                                   |
| Fetish                                               | 14-07-2017            | 22-07-2017            | tip2            | -            | met Gucci Mane                                    |
| Wolves                                               | 25-10-2017            | 04-11-2017            | 7(5wk)          | 25           | Nr. 7 in de Radio 2 Top 30 x Marshmello / Platina |
| Back to you                                          | 04-05-2018            | 26-05-2018            | 10              | 27           | Nr. 9 in de Radio 2 Top 30                        |
| Taki taki                                            | 28-09-2018            | 13-10-2018            | 15(2wk)         | 18           | met DJ Snake, Ozuna & Cardi B                     |
| Anxiety                                              | 25-01-2019            | 02-02-2019            | tip             | -            | met Julia Michaels                                |
| I can't get enough                                   | 01-03-2019            | 09-03-2019            | 39              | 7            | met Benny Blanco, Tainy & J Balvin                |
| Look at her now                                      | 25-10-2019            | 02-11-2019            | tip9            | -            |                                                   |
| Lose you to love me                                  | 25-10-2019            | 02-11-2019            | 7               | 23           | Nr. 15 in de Radio 2 Top 30 / Goud                |
| Rare                                                 | 10-01-2020            | 18-01-2020            | 30              | 5            | Nr. 21 in de Radio 2 Top 30                       |
| Feel me                                              | 21-02-2020            | 29-02-2020            | tip             | -            |                                                   |
| Boyfriend                                            | 10-04-2020            | 18-04-2020            | tip41           | -            |                                                   |
| Ice cream                                            | 28-08-2020            | 05-09-2020            | tip28           | -            | x Blackpink                                       |
| Baila conmigo                                        | 29-01-2021            | 06-02-2020            | tip47           | -            | met Rauw Alejandro                                |
| Selfish love                                         | 05-03-2021            | 13-03-2021            | tip23           |              | met DJ Snake                                      |
| Single Soon                                          | 25-08-2023            | 10-09-2023            | 42              | 11*          |                                                   |